# Linea Kintetsu Yamada

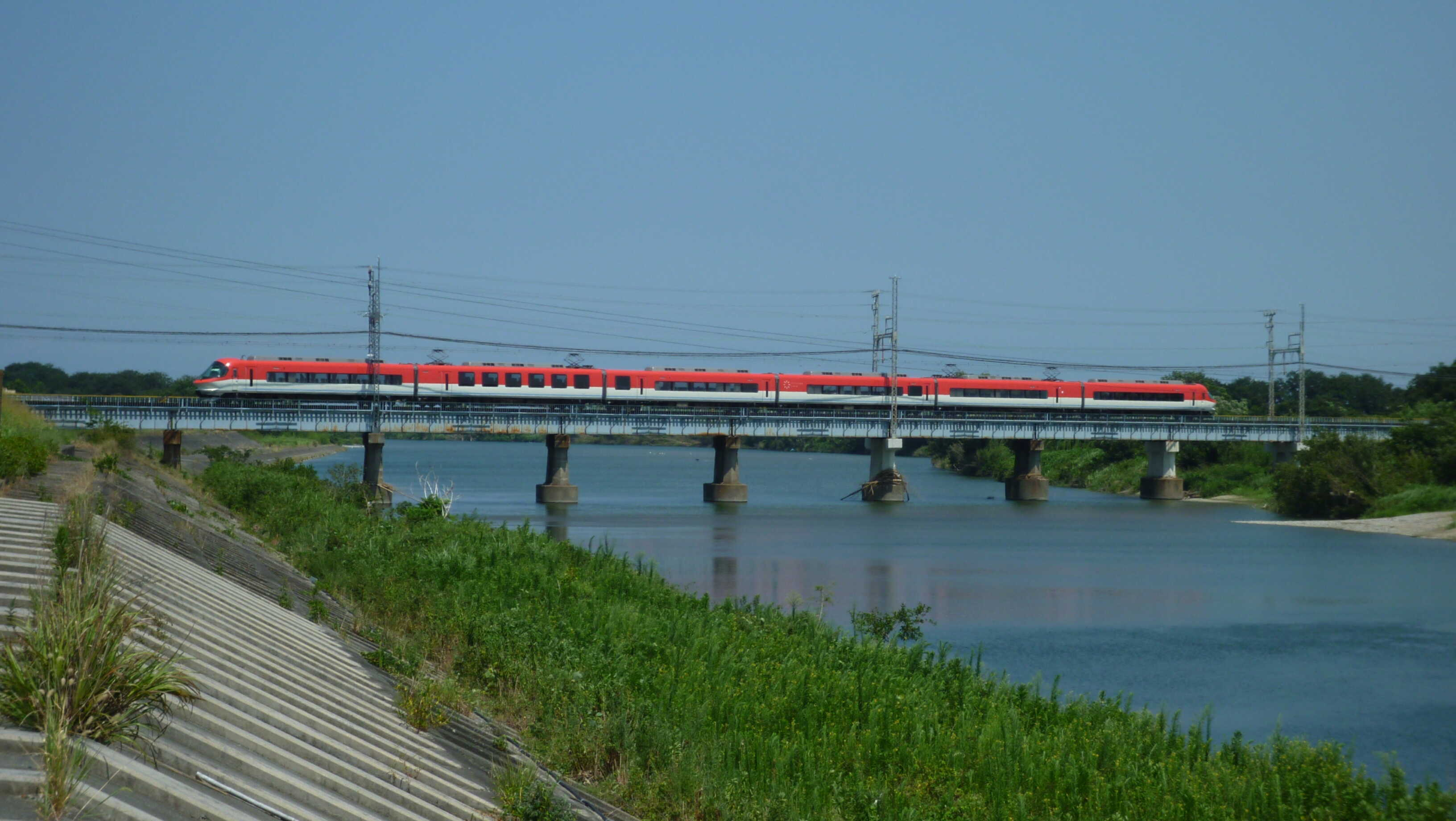
Treno in corsa sul fiume Kushita

La linea Kintetsu Yamada (近鉄山田線?, Kintetsu Yamada sen) è una linea ferroviaria a scartamento ordinario appartenente alle Ferrovie Kintetsu che funge da prosecuzione per le linee Nagoya e Ōsaka per dare l'accesso all'area di Ise e alla penisola di Shima.
Si trova interamente nella prefettura di Mie e corre pressoché parallela alla parte centrale della linea principale Kisei e alla linea Sangū della JR Central. La linea prende il nome dalla città di Yamada, che ora è fusa con l'ex città di Uji col nome di Ise.

## Servizi ferroviari
LO  Locale (普通 futsū)
 Per Ise-Nakagawa
 Per Ujiyamada, Toba e Kashikojima
(i treni locali fermano in tutte le stazioni)

 EX  Espresso (急行 kyūkō)
 Per Ōsaka-Uehommachi; via Nabari e Yamato-Yagi (Kashihara)
 Per Nagoya; via Tsu e Yokkaichi
 Per Matsusaka, Ujiyamada, Isuzugawa e Toba
(normalmente il servizio termina a Ujiyamada)

 ER  Espresso Rapido (快速急行 kaisoku-kyūkō)
 Per Ōsaka-Uehommachi; via Nabari e Yamato-Yagi
 Per Matsusaka, Ujiyamada e Toba
(servizio disponibile la mattina e la sera)
(normalmente il servizio termina a Ujiyamada)

 EL  Espresso Limitato (特急 tokkyū)
 Per Ōsaka Namba e Ōsaka-Uehommachi; via Nabari e Yamato-Yagi
 Per Kyoto; via Yamato-Saidaiji (Nara)
 Per Nagoya; via Tsu e Yokkaichi
 Per Matsusaka, Ujiyamada, Toba e Kashikojima
(necessaria la prenotazione dei posti e la tariffa speciale per gli espressi limitati)

 NS  Espresso Limitato Non-stop (ノンストップ特急 nonsutoppu tokkyū)
 Per Ōsaka Namba
 Per Nagoya
 Per Kashikojima
(una coppia al giorno nei weekend)
(necessaria la prenotazione dei posti e la tariffa speciale per gli espressi limitati)
 SH  Espresso Premium Shimakaze (しまかぜ Shimakaze)
 Per Ōsaka Namba
 Per Nagoya
 Per Kashikojima
(una volta al giorno tranne che al mercoledì, con alcune eccezioni)
(necessaria la prenotazione dei posti, la tariffa speciale per gli espressi limitati e il biglietto speciale Shimakaze)

## Stazioni
| Legenda | Legenda              |
| ------- | -------------------- |
| ●       | I treni fermano      |
| ○       | Alcuni treni fermano |
| \|      | I treni non fermano  |

| Stazione                                                        | Stazione                                                        | Dist.                                                           | Collegamenti                                                    | LO                                                              | EX                                                              | ER                                                              | EL                                                              | NS                                                              | SH                                                              | Posizione                                                       | Posizione                                                       |
| I treni provengono/sono diretti dalle/alle linee Ōsaka o Nagoya | I treni provengono/sono diretti dalle/alle linee Ōsaka o Nagoya | I treni provengono/sono diretti dalle/alle linee Ōsaka o Nagoya | I treni provengono/sono diretti dalle/alle linee Ōsaka o Nagoya | I treni provengono/sono diretti dalle/alle linee Ōsaka o Nagoya | I treni provengono/sono diretti dalle/alle linee Ōsaka o Nagoya | I treni provengono/sono diretti dalle/alle linee Ōsaka o Nagoya | I treni provengono/sono diretti dalle/alle linee Ōsaka o Nagoya | I treni provengono/sono diretti dalle/alle linee Ōsaka o Nagoya | I treni provengono/sono diretti dalle/alle linee Ōsaka o Nagoya | I treni provengono/sono diretti dalle/alle linee Ōsaka o Nagoya | I treni provengono/sono diretti dalle/alle linee Ōsaka o Nagoya |
| --------------------------------------------------------------- | --------------------------------------------------------------- | --------------------------------------------------------------- | --------------------------------------------------------------- | --------------------------------------------------------------- | --------------------------------------------------------------- | --------------------------------------------------------------- | --------------------------------------------------------------- | --------------------------------------------------------------- | --------------------------------------------------------------- | --------------------------------------------------------------- | --------------------------------------------------------------- |
| Ise-Nakagawa                                                    | 伊勢中川                                                        | 0.0                                                             | Linea Kintetsu Ōsaka Linea Kintetsu Nagoya                      | ●                                                               | ●                                                               | ●                                                               | ●                                                               | \|                                                              | \|                                                              | Matsusaka                                                       | Pref. di Mie                                                    |
| Ise-Nakahara                                                    | 伊勢中原                                                        | 3.0                                                             |                                                                 | ●                                                               | \|                                                              | \|                                                              | \|                                                              | \|                                                              | \|                                                              | Matsusaka                                                       | Pref. di Mie                                                    |
| Matsugasaki                                                     | 松ヶ崎                                                          | 5.7                                                             |                                                                 | ●                                                               | \|                                                              | \|                                                              | \|                                                              | \|                                                              | \|                                                              | Matsusaka                                                       | Pref. di Mie                                                    |
| Matsusaka                                                       | 松阪                                                            | 8.4                                                             | Linea principale Kisei Linea Meishō                             | ●                                                               | ●                                                               | ●                                                               | ●                                                               | \|                                                              | \|                                                              | Matsusaka                                                       | Pref. di Mie                                                    |
| Higashi-Matsusaka                                               | 東松阪                                                          | 10.0                                                            |                                                                 | ●                                                               | \|                                                              | \|                                                              | \|                                                              | \|                                                              | \|                                                              | Matsusaka                                                       | Pref. di Mie                                                    |
| Kushida                                                         | 櫛田                                                            | 13.9                                                            |                                                                 | ●                                                               | \|                                                              | \|                                                              | \|                                                              | \|                                                              | \|                                                              | Matsusaka                                                       | Pref. di Mie                                                    |
| Koishiro                                                        | 漕代                                                            | 15.8                                                            |                                                                 | ●                                                               | \|                                                              | \|                                                              | \|                                                              | \|                                                              | \|                                                              | Matsusaka                                                       | Pref. di Mie                                                    |
| Saikū                                                           | 斎宮                                                            | 17.1                                                            |                                                                 | ●                                                               | \|                                                              | \|                                                              | \|                                                              | \|                                                              | \|                                                              | Meiwa                                                           | Pref. di Mie                                                    |
| Myōjō                                                           | 明星                                                            | 19.8                                                            |                                                                 | ●                                                               | \|                                                              | \|                                                              | \|                                                              | \|                                                              | \|                                                              | Meiwa                                                           | Pref. di Mie                                                    |
| Akeno                                                           | 明野                                                            | 22.4                                                            |                                                                 | ●                                                               | \|                                                              | \|                                                              | \|                                                              | \|                                                              | \|                                                              | Ise                                                             | Pref. di Mie                                                    |
| Obata                                                           | 小俣                                                            | 24.2                                                            |                                                                 | ●                                                               | \|                                                              | \|                                                              | \|                                                              | \|                                                              | \|                                                              | Ise                                                             | Pref. di Mie                                                    |
| Miyamachi                                                       | 宮町                                                            | 26.3                                                            |                                                                 | ●                                                               | ○                                                               | \|                                                              | \|                                                              | \|                                                              | \|                                                              | Ise                                                             | Pref. di Mie                                                    |
| Iseshi                                                          | 伊勢市                                                          | 27.7                                                            | Linea Sangū                                                     | ●                                                               | ●                                                               | ●                                                               | ●                                                               | ●                                                               | ●                                                               | Ise                                                             | Pref. di Mie                                                    |
| Ujiyamada                                                       | 宇治山田                                                        | 28.3                                                            | Linea Kintetsu Toba                                             | ●                                                               | ●                                                               | ●                                                               | ●                                                               | ●                                                               | ●                                                               | Ise                                                             | Pref. di Mie                                                    |
| I treni continuano verso la linea Kintetsu Toba                 |                                                                 |                                                                 |                                                                 |                                                                 |                                                                 |                                                                 |                                                                 |                                                                 |                                                                 |                                                                 |                                                                 |